# Palacio de pulgas
Palacio de pulgas es el quinto álbum de la banda argentina de blues y rock La Mississippi. Fue grabado entre el 1 y el 24 de marzo de 1999 en los estudios Moebio.  
Fue publicado en 1999 por el sello independiente La Trastienda Discos y reeditado en 2011 por Fonocal.

## Historia
En Palacio de pulgas, la banda -con formación de septeto- se anima a seguir explorando y ampliando su universo de géneros, adentrándose en el terreno de la canción sin ningún tipo de prejuicios, tal como lo había hecho en Cara y ceca. 
Palacio de pulgas es una producción íntegramente independiente, realizada y editada por La Mississippi. El material fue grabado entre el 1 y el 24 de marzo de 1999 en los estudios Moebio de Buenos Aires. Las bases se grabaron en corte directo y después se agregaron la voz y los vientos.
Entre las canciones del disco se destacan algunas que ya se han convertido en clásicos del grupo, como «Ahora vengo», presente en casi todos los shows de la banda, y la combativa «El fierro».
Además, el álbum incluye temas como «Mono», que recrea el sonido de las bandas de rock clásico de los 70, «Abrime negra», con ecos de fusión rioplatense, y «Ojos de piedra», con ritmos del soul y el funk más negro.

«Este disco tiene el sonido asentado de lo que es La Mississippi, con todas sus locuras... Hay un tema que se llama "El pescador", que es sobre la pesca, nada más; otro se llama "El Fierro", que es una protesta; "Ella" es un tema de amor, y "Mono" es muy eléctrico, bien rock nacional, nos dimos un gustazo con este tema: El disco tiene una lógica, obviamente cada tema tiene distintos matices, pero en general tiene un estilo definido».
Ricardo Tapia

Dos de las diez canciones del disco, «El fierro» y «Canción del pescador», cuentan con sus respectivos videoclips.
Las fotos que componen el arte de tapa estuvieron a cargo de Guido Chouela, David Sisso y Claudio Larrea.

## Lista de canciones
| N.º   | Título                 | Escritor(es)           | Duración |  |
| 1.    | «Ahora vengo»          | R. Tapia, Hermida      | 2:38     |  |
| 2.    | «El fierro»            | R. Tapia               | 2:40     |  |
| 3.    | «Ella»                 | R. Tapia, G. Ginoi     | 4:18     |  |
| 4.    | «Canción del pescador» | R. Tapia               | 3:12     |  |
| 5.    | «Ojos de piedra»       | R. Tapia, E. Introcaso | 3:40     |  |
| 6.    | «Bueno bueno bueno»    | R. Tapia, G. Ginoi     | 2:48     |  |
| 7.    | «Mono»                 | R. Tapia, G. Ginoi     | 3:35     |  |
| 8.    | «No preguntes»         | R. Tapia, E. Introcaso | 3:37     |  |
| 9.    | «Busco una canción»    | R. Tapia, G. Ginoi     | 2:54     |  |
| 10.   | «Abrime negra»         | G. Ginoi               | 2:56     |  |
| 32:39 |                        |                        |          |  |

## Músicos

#### La Mississippi
- Ricardo Tapia — voz.
- Gustavo Ginoi — guitarras.
- Eduardo Introcaso — saxo alto.
- Zeta Yeyati — saxo tenor.
- Claudio Cannavo — bajos.
- Juan José Hermida — piano y órgano Hammond.
- Juan Carlos Tordó — batería y percusión.[5]